# حلبة معقوفة
الحلبة المعقوفة (وتسمى محليًا درجل (في الإمارات) ونفل في السعودية واسمه العلمي (باللاتينية: Trigonella hamosa) عشبة حولية ذات رائحة عطرية تتبع الفصيلة البقولية.

## الوصف
سيقانه قائمة وأحيانًا زاحفة بطول 30 سم. الطرف العلوي من الأوراق مسننة، أزهاره صفراء طولها 5 مم، ثماره قرنية مقوسة شعاعية وتأتي بلون أخضر، يعتبر من النباتات الرعوية والمفيدة للماشية إلا أن كثرتها للحيوانات تسبب لها الانتفاخ.

## الانتشار
ينتشر النبات في مناطق التربة الرملية الطينية.